# 5-Methyl-2-hexanon
5-Methyl-2-hexanon ist eine chemische Verbindung aus der Gruppe der Ketone.

## Vorkommen
5-Methyl-2-hexanon wurde in Spuren den flüchtigen Stoffen der Papaya (Carica papaya), schwarzem Tee und gekochtem Fleisch nachgewiesen.

## Gewinnung und Darstellung
5-Methyl-2-hexanon kann durch Oxidation von 5-Methyl-2-hexanol oder durch Kondensation von Aceton mit Isobutyraldehyd gewonnen werden.

## Eigenschaften
5-Methyl-2-hexanon ist eine farblose Flüssigkeit mit angenehmem Geruch, die schwer löslich in Wasser ist.

## Verwendung
5-Methyl-2-hexanon wird als industrielles Zwischenprodukt zur Herstellung von Gummi-Antioxidantien, Pharmazeutika, Agrochemikalien, Farben und Lacken, sowie als Lösungsmittel verwendet.

## Sicherheitshinweise
Die Dämpfe von 5-Methyl-2-hexanon können mit Luft ein explosionsfähiges Gemisch (Flammpunkt 35 °C, Zündtemperatur 455 °C) bilden.